# Lópatkó alakú pálya

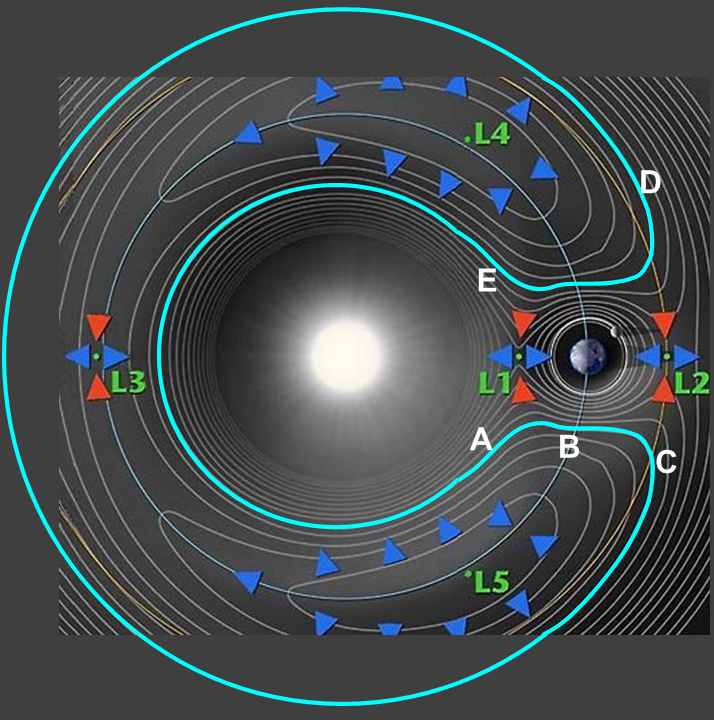
A lópatkó alakú pályák elhelyezkedése a Lagrange-pontokhoz viszonyítva, a bolygóval együtt forgó koordináta-rendszerben

A lópatkó alakú pálya megnevezést olyan pályamozgás viseli, amely a korlátozott háromtest-probléma egyik megoldásaként írható le.

## A korlátozott háromtest probléma
A korlátozott háromtest probléma a háromtest-probléma speciális esete. A háromtest probléma során azokat a mozgásokat írják le, amiket három, pontszerű test végez, ha rájuk csak a Newton-féle kölcsönös gravitációs vonzóerők hatnak. Korlátozott háromtest-problémának azt az esetet tekintik, amikor az egyik tömeg sokkal kisebb a másik kettőnél. Ennek speciális esete az, amikor a két fő komponens körpályán kering a közös tömegközéppont körül. Ilyenkor azt is felteszik, hogy a harmadik test olyan kis tömegű, hogy elhanyagolható a hatása a fő komponensekre. Ennek a korlátozott körű háromtest-problémának fontos szerep jut számos naprendszerbeli dinamikai probléma modellezésénél. Ilyenek a kisbolygó-mozgások a Nap és a Jupiter gravitációs terében. De ilyen egy űrhajó mozgása a Föld-Hold rendszerben is.

## A korlátozott háromtest probléma és a lópatkó pályák
A lópatkó alakú pálya korlátozott háromtest-probléma megoldásakor jelenik meg. A pálya lópatkó alakja a mozgást a központi égitest körül egyenletes körmozgást végző égitesttel együtt forgó koordináta-rendszerben jelenik meg, a pályamozgás burkoló görbéjeként. A pályák áttekintéséhez segítséget nyújtanak a Lagrange-féle pontok, melyek a háromtest-problémának 5 speciális megoldásához kapcsolódnak. Az eddig megfogalmazott feltételek mellé még azt is feltételezték, hogy a három tömegpont kölcsönös távolságainak aránya a mozgás során állandó marad. Ennek teljesülése esetén a harmadik testnek a Lagrange-pontok valamelyikébe helyezésekor olyan pályamozgások jönnek létre, amikor a három test egymáshoz viszonyított helyzete (a három pont geometriai alakzata) e mozgások során önmagához hasonló marad. A Lagrange-pontok azért fontosak a lópatkó alakú pályák tanulmányozásánál, mert e pályák valamilyen formában tartalmazzák (megkerülik, stb.) a Lagrange pontok közül a 4-est és az 5-öst. (A Lagrange pontok néven ismert nevezetes pontokat és a hozzájuk kapcsolódó pályákat L. Euler 1767-ben, és J. Lagrange 1772-ben fedezte föl.)

## Lópatkó alakú pályán mozgó égitestek
A lópatkó alakú pályán mozgó első égitesteket a Jupiterhez csatolt mozgású, úgynevezett Trójai kisbolygók körében figyelték meg. M. Wolf felfedezte föl az első kisbolygót a Nap-Jupiter rendszer L4 pontja közelében 1906-ban (Achilles kisbolygó). Az Achilles kisbolygó a Nap körüli keringése során a Jupiterrel együtt forgó koordináta-rendszerben az L4 pont körül librációs mozgást végez. A később ilyen pályákon az L4 és az L5 pont körüli mozgást végző kisbolygókat Trójai kisbolygóknak nevezték el a mitológiai trójai háború hőseiről. Az L4 pont térségében mintegy 1000, az L5 pont térségében mintegy 700 kisbolygó ismert. A szélesebb librációjú pályák vezettek el a lópatkó alakú pályákhoz. Csebotarev 1973-ban talált ilyen lópatkó-szerű pályát.
Idővel más bolygók esetében is találtak a Lagrange-pontok körüli mozgásra példákat. A Nap-Mars rendszer L5 pontja térségében fedezték föl 1990-ben az Eureka kisbolygót. A Mars pályájához kapcsolódó Lagrange pontokban ma 2 ilyen kisbolygót ismerünk. 2001-ben a Nap-Neptunusz rendszer L4 pontja közelében találtak Lagrange pont közelében libráló kisbolygót.
Vannak kis holdak a Szaturnusz rendszerben, amelyek az egyik nagyobb hold és a Szaturnusz rendszerének Lagrange pontjainak egyike közelében librál. Ilyen a Dione-hold rendszerében az L4 pont közelében található, kisméretű Helena hold, ill. a Tethys rendszerében, az L4 pontnál található Telesto, valamint az L5-nél található Calypso. Lópatkó alakú pályán eddig viszonylag kevés kisbolygót vagy holdat találtak. Ilyen a Janus-Epimetheus holdpár, amelyek pályája olyan, hogy az egyik holddal együtt forgó koordináta-rendszerből nézve a másik hold pályája közelítőleg lópatkó alakban fogja közre az L4, L3, L5 Lagrange-pontokat.
A Föld társaságában ilyen lópatkó pályán keringő, anyabolygóhoz csatolt mozgású kisbolygó a 3753 Cruithne kisbolygó.

## A Föld lópatkó alakú pályán mozgó kísérői
Egy 2004-es fölmérés alapján a Földnek 18 olyan kísérője van, amelynek a középmozgása (pályaperiódusa) közel megegyező a Földével és pályájának félnagytengelye 0,99 és 1,01 CsE közé esik. Két kisbolygó, a 2002 AA29 és a 2003 YN107 kis excentricitású pályán mozog. Ezeknek a pályahajlása 4, ill. 11 fok. E két kisbolygónak lópatkó alakú pályája van a Földhöz viszonyítva és ez a pálya alkalmas arra, hogy átbillenjen kvázi-hold pályára. (Ilyen jelenleg a 2003 YN107). Két másik holdnak is lópatkó alakú pályája van a Földhöz viszonyítva: ezek az 54509 (2000 PH5) és a 2001 GO2 kisbolygók, melyeknek kicsi az excentricitása, ca. 0,2 és kicsi a pályahajlása is. A többinek az excentricitása nagyobb 0,2-nél. A legismertebb még a 3753 Cruithne, amelyik L4 Lagrange-pont körüli mozgást végez. A legújabban fölfedezett ilyen tulajdonságú kisbolygó a 2013 BS 45.